# 弗雷德里克·查普曼·罗宾斯
弗雷德里克·查普曼·罗宾斯（1916年8月25日—2003年8月4日），是一名美国儿科专家和病毒学家。
1954年，他与约翰·富兰克林·恩德斯、托马斯·哈克尔·韦勒一同被授予诺贝尔生理学或医学奖，以表彰其在分离与培养脊髓灰质炎病毒上的重大成就。他曾就读于密苏里大学和哈佛大学。